# Максуд Сюндюкле
Максуд Сюндюкле (наст. имя — Садык Мубинович Максудов; баш. Мәҡсүт Сөндөклө, Садыҡ Мөбин улы Мәҡсүтов, тат. Максуд Сөндекле, Садыйк Мөбин улы Максудов) (1904—1981) — татарский и башкирский поэт, переводчик. Член Союза писателей Башкирской АССР. Заслуженный работник культуры Башкирской АССР.

## Биография
Сюндюкле Максуд (Садык Мубинович Максудов) родился 2 (15) сентября 1904 года в селе Сюндюково (ныне Тетюшский район РТ).
Начальное образование получил в медресе родной деревни. В 1924 году Садык Мубинович уехал на Донбасс, где начал свою трудовую жизнь чернорабочим 1-й шахты «Артемуголь» города Артемовска. В 1925—1927 годах учился в совпартшколе Артемовска, после окончания учебы три года работал на Щербиновском руднике учителем ликбеза для рабочих татарской и башкирской национальности.
Член КПСС с 1930 года. В 1931—1935 годах работает литературным сотрудником в татарской газете «Пролетар» (г. Сталино). (татар.)
В 1935 году по приглашению писателя Даута Юлтыя Садык Мубинович переезжает в Башкортостан и с этого времени живет в г. Уфе. Здесь он работает журналистом и литературным сотрудником Республиканского комитета по радиофикации и радиовещанию при Совнаркоме Башкирской АССР. Член Союза писателей Башкирской АССР с 1937 года.
В 1941-43 годах Садык Мубинович служил в рядах Красной Армии, участвовал в сражениях Великой Отечественной войны. После войны работал литературным сотрудником редакций журнала Әдәби Башкортостан и республиканских газет.
В 1971 году имя поэта было занесено в Уфимскую городскую книгу почета. В 1975 году Максуду Сюндюкле присвоено звание «Заслуженный работник культуры Башкирской АССР»
Скончался 23 октября 1981 года в Уфе. На доме по улице Блюхера 6/1, где он жил, установлена мемориальная доска. Могила поэта находится на мусульманском кладбище.

## Творческая деятельность
Интерес к литературе у М. Сюндюкле пробудился, когда он начал посещать литературный кружок при журнале «Забой» под руководством известного писателя Бориса Горбатова. Тогда же в 1925 году, появляются его первые стихотворения, которые публикуют газета «Эшче» («Рабочий») и журнал «Яшь эшче» («Молодой рабочий»), выходящие на татарском языке в Москве.
Первыми сборниками стихов М. Сюндюкле были «Голос угля» («Күмер тавышы», 1930), «Шахта дышит» («Шахта сулый», 1931), «Ударники Донбасса» («Донбасс ударниклары», 1931), «Песня о Донбассе» («Донбасс турында жыр», 1932).
Писал стихи о рабочем классе, трудовых подвигах, о Салавате Юлаеве, стихи для детей («Синица», «Заяц», «Красив Урал» и др.).
Значительным этапом в творчестве поэта стала поэма «Макар Мазай» (1951), в которой изображается героизм советского человека в годы Великой Отечественной войны. Это произведение стало заметным явлением в башкирской литературе того времени и было высоко оценено известными советскими писателями и критиками в период проведения Декады башкирской литературы и искусства в Москве в 1955 году. Не менее известна поэма о судьбе Уфимского революционера Ивана Якутова (1959).
Максуд Сюндюкле также известен как переводчик произведений Пушкина, Лермонтова, Бёрнса, Беранже, Исаковского и др., в том числе перевел на башкирский язык поэмы «Василий Тёркин» А. Т. Твардовского, «Двенадцать» А. А. Блока.
Максуд Сюндюкле писал свои произведения на башкирском и татарском языках, его стихи и поэмы публиковались также на русском (перевод Николая Милованова), украинском (перевод Валентина Лагоди) и казахском языках. Является автором 53 книг, которые были изданы в Уфе, Казани, Москве и Донецке.
Композитор Камиль Рахимов написал песни «Летнее утро» (1946), «На берегу Дёмы» (1952), «Кантата о дружбе» (1957) на слова Максуда Сюндюкле.

## Семья
Всю свою жизнь с 1932 года Максуд Сюндюкле прожил в браке с Чанышевой Ханифой Шаймардановной (1912—1985), с которой он познакомился около 1930 года, когда она из Башкортостана приехала работать на Донбасс. Дети: Рустем (1935—2017), Неля (1937—2017, жена литературоведа Марата Мингажетдинова), Виль (1939).

## Произведения

### На татарском языке
- Күмер тавышы: шигырьләр, хикәяләр. — М.: СССР халыкларының үзәк нәшр., 1930. — 70 б. — 8000 д. (татар.)
- Донбасс ударниклары: хикәя. — М.: Центриздат, 1931. — 48 б. — 8000 д. (татар.)
- Удар забой: очерклар, шигырьләр, хикәяләр. — Казан: Татиздат, 1931. — 63 б. — 162 б. — 8000 д. (татар.)
- Шахта сулый: шигырьләр, хикәяләр. — М.: Центриздат, 1931. — 162 б. — 8000 д. (татар.)
- Мәхәббәт: шигырьләр, поэмалар. — Казан: Татгосиздат, 1938. — 96 б. — 6000 д. (татар.)
- Шигырьләр, поэмалар. — Казан: Татгосиздат, 1941. — 206 б. — 3075 д. (татар.)
- Урал шигырьләре. — Казан: Татгосиздат, 1948. — 68 б. — 3165 д. (татар.)
- Сайланма әсәрләр: шигырьләр, балладалар, поэмалар. — Казан: Таткнигоиздат, 1955. — 148 б. — 5000 д. (татар.)
- Тормыш шатлыгы: шигырьләр. — Казан: Татар. кит. нәшр., 1960. — 107 б. — 4000 д. (татар.)
- Кемнең кулы матур: шигырьләр, поэмалар. — Казан: Татар. кит. нәшр., 1977. — 64 б. — 6000 д. (татар.)

### На русском и башкирском языках
- Максуд Сюндюкле. Песня о Стаханове. Поэма. — Уфа, 1936
- Максуд Сюндюкле. Думы о Донбассе/ авториз. пер. с башкирского Николая Милованова. — Уфа : Башгосиздат, 1952. — 73 с.
- Максуд Сюндюкле. Слава труду!: стихи и поэма «Макар Мазай» / авториз. пер. с башк. Николая Милованова. — М. : Советский писатель, 1952
- Максуд Сюндюкле. Хорошие люди: Стихи и поэмы. Перевод с башкирского Николая Милованова. — М.: Советский писатель, 1958 г. 116 с.
- Максуд Сюндюкле. Избранные произведения (Һайланма әҫәрҙәр) — Уфа, 1964.- 406 с.
- Максуд Сюндюкле. Иван Якутов: поэма / авториз. пер. с башк. Н. Милованова. — Уфа : Башк. кн. изд-во, 1967 .— 87 с.
- Максуд Сюндюкле. Бессмертие: стихи и поэмы / авториз. пер. с башк. Н. Милованова. — Уфа : Башкирское книжное изд-во, 1972. — 63 с.
- Маҡсуд Сөндөклө. Беҙ ҡабыҙған уттар: шиғырҙар (Огни, зажженные нами: стихи).— Өфө: Башҡ. кит. нәшр., 1974 .— 256 б.
- Максуд Сюндюкле. Поэмы о героях : [Для сред. и ст. шк. возраста] — Уфа : Башк. кн. изд-во, 1982. — 126 с.

### На украинском языке
- Максуд Сюндюкле. «Макар Мазай». Поема. (Пер. с башк. В. Лагоди). Донецьк: «Донбас», 1979.